# Metric
Metric je kanadská rocková skupina, založená v roce 1998 v kanadském Torontu. Členové skupiny jsou Emily Haines (zpěv, kytara, syntezátory), James Shaw (kytara, theremin, syntezátory), Joshua Winstead (baskytara) a Joules Scott-Key (bicí).

## Diskografie
- Old World Underground, Where Are You Now? (2003)
- Live It Out (2005)
- Grow Up and Blow Away (2007)
- Fantasies (2009)
- Synthetica (2012)
- Pagans in Vegas (2015)
- Art of Doubt (2018)
- Formentera (2022)
- Formentera II (2023)